# 嘉義縣太保市南新國民小學
23°29′50″N 120°23′01″E / 23.497262°N 120.383689°E
嘉義縣太保市南新國民小學（簡稱南新國小）為臺灣嘉義縣太保市的國民小學，最初為1915年設立的嘉義公學校水虞厝分校，至今已超過百年歷史，是太保地區設立的第二所學校。

## 介紹
南新國小位在太保市水虞厝，其為嘉義街西側的大聚落，當時人口約有1,900人，而當地在學校設立以前，學生都是到嘉義公學校（今崇文國小）就學，由於交通往返不便，嘉義區長徐杰夫、山仔頂區長林玉崑、台斗坑區長莊啟鏞在1914年3月向嘉義廳請願在聚落設立學校。1915年4月1日，嘉義廳設立「嘉義公學校水虞厝分校」，最初以當地的保甲事務所為臨時校舍，同年9月，學校遷到甫落成的新校舍。1921年4月1日，獨立為「水虞厝公學校」。水虞厝公學校在1937年3月底計有男學生190人、女學生47人。1941年4月1日，改制為「太保東國民學校」，當時地址為臺南州東石郡太保庄水虞厝685番地。
二戰後，於1946年3月31日改為「太保鄉第二國民學校」。1946年1月13日，學校改隸嘉義市並改稱「水虞厝國民學校」。1947年1月1日，改稱「南新國民學校」。1951年10月25日，學校隨行政區更動改隸嘉義縣太保鄉。1968年8月，因九年國民教育實施而改名為「南新國民小學」。